# Terriër (hond)

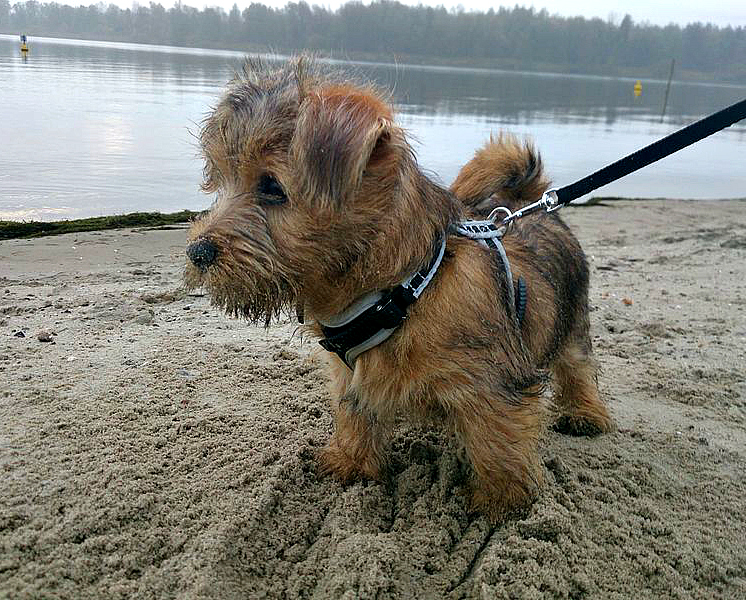
Norfolkterriër, 9 weken oud

Terriër is de verzamelnaam voor een groep hondenrassen.

## Toepassing en karakter

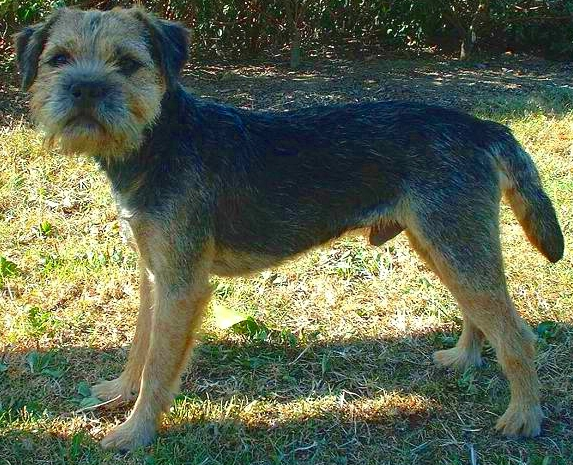
Borderterriër

Terriërs zijn jachthonden die gefokt zijn voor de jacht op klein roofwild. Handig daarbij is dat ze bij het rennen hoge snelheden bereiken. De naam is afgeleid van het Latijnse woord terra, voor grond.
De honden volgen met name vossen, bunzings en dassen in hun hol en zetten ze daar vast. De jager kan, afgaande op het geblaf van de hond, het wild uitgraven en doden. Maar indien nodig kan de terriër ook zelf de strijd aanbinden. Terriërs werden tevens veel ingezet als rattenvanger. 
Om deze taken naar behoren uit te voeren hebben terriërs veelal een fel karakter en laten ze zich niet graag commanderen. Om gemakkelijk in de holen van hun prooidieren binnen te kunnen dringen zijn terriërs in het algemeen klein en/of laagbenig gefokt. De bekendste uitzondering is de grote airedaleterriër, die voor de jacht op otters van de kleinere terriërs is afgeleid.
De meeste leden van de terriërgroep zijn in Groot-Brittannië gefokt. In Duitsland zijn voor hetzelfde doel enerzijds de pinschers en schnauzers, anderzijds de dashonden ontwikkeld. Sinds de 19e eeuw zijn veel terriërrassen populair geworden als gezelschapshond en als showhond.
De jongste terriërsoort in Nederland (vanaf 1974) is de norfolkterriër. Deze terriër is een van de compactste en sterkste terriërs. Zelfs het gebit van de norfolkterriër is naar verhouding groter en krachtiger dan die van andere terriërsoorten.

## Rasoverzicht
De terriërs hebben in de rasindeling van de FCI een eigen rasgroep, die weer in vier subgroepen is verdeeld (zie: Lijst van hondenrassen, rasgroep 3).

### Sectie Grote- en Middenslagterriërs
- Airedaleterriër
- Bedlingtonterriër
- Borderterriër
- Duitse jachtterriër
- Foxterriër
- Glen of Imaalterriër
- Ierse terriër
- Irish soft-coated wheaten terriër
- Kerry blue-terriër
- Lakelandterriër
- Manchesterterriër
- Parson Russell-terriër
- Welsh terriër

### Sectie Kleine terriërs
- Australische terriër
- Cairnterriër
- Ceskyterriër
- Dandie Dinmont-terriër
- Jackrussellterriër
- Japanse terriër
- Norfolkterriër
- Norwichterriër
- Schotse terriër
- Sealyhamterriër
- Skyeterriër
- West Highland white terriër

### Sectie Terriërs van het type buldog
- Amerikaanse staffordshireterriër
- Bulterriër
- Miniatuur Bulterriër
- Staffordshire-bulterriër

### Sectie Terriërs van het type dwerghond
- Australische silkyterriër of Silkyterriër
- Engelse toyterriër
- Yorkshireterriër

De meeste rassen maken deel uit van de groep grote en middenslagterriërs, zoals de foxterriër, of de groep kleine terriërs, waaronder de cairnterriër. In Nederland vaak minder correct aangeduid als hoogbenige resp. laagbenige terriërs.
Terriërs van het buldogtype, zoals de bulterriër, zijn rassen die uit buldoggen en terriërs gekruist zijn om de kracht van de buldog te verenigen met het felle temperament van de terriër. Ten slotte zijn er terriërs van het dwerghondtype, zoals de yorkshireterriër, die speciaal als gezelschapshond gefokt zijn.
Er bestaat ook nog een aanzienlijk aantal niet erkende terriërrassen.